# Roberto Longo
Roberto Longo (Roma, 9 maggio 1953) è un matematico italiano specializzato nelle algebre di operatori e nella teoria quantistica dei campi.

## Biografia
Roberto Longo si è laureato in matematica nel 1975 all'Università degli Studi di Roma "La Sapienza" sotto la supervisione del fisico matematico Sergio Doplicher. Dal 1975 al 1977 Longo è stato borsista presso il Consiglio Nazionale delle Ricerche e poi assistente ordinario alla Sapienza, dove è diventato professore associato nel 1980. Nel 1987 ha assunto il ruolo di professore ordinario di analisi funzionale all'Università degli Studi di Roma Tor Vergata e dal 2010 è direttore del centro di matematica e di fisica teorica di Roma.
Tra il 1978 e il 1979 è stato visiting scholar presso l'Università della Pennsylvania e l'Università della California - Berkeley. È stato professore invitato presso numerosi centri di ricerca, tra cui il CNRS a Marsiglia, il Mathematical Sciences Research Institute a Berkeley, l'Università di Harvard, il Massachusetts Institute of Technology e l'Università di Gottinga.
Longo è un esperto della teoria delle algebre di operatori e delle sue applicazioni alla teoria quantistica dei campi. Il suo lavoro ha influenzato l'analisi strutturale della teoria quantistica dei campi, in particolare della teoria di campo conforme, e ha dato inizio allo sviluppo di nuovi metodi di costruzione di modelli di interesse per la fisica quantistica locale.
Roberto Longo è noto in particolare per il lavoro con Sergio Doplicher sulle inclusioni split di algebre di von Neumann e per aver risolto, indipendentemente con Sorin Popa, la congettura di Stone-Weierstrass per stati fattoriali. Ha trovato inoltre la relazione tra indice di Jones e dimensione statistica di Doplicher, Haag e Roberts. In un lavoro con Yasuyuki Kawahigashi, Longo ha classificato la serie discreta delle reti chirali conformi di algebre di von Neumann. Con Vincenzo Morinelli e Karl-Henning Rehren ha mostrato che particelle a spin infinito non possono apparire in una teoria locale. I suoi lavori più recenti riguardano l'entropia e l'informazione per sistemi quantistici infiniti.
Dal 24 ottobre al 6 dicembre 2022 ha svolto le funzioni di Rettore pro tempore dell'Università di Roma Tor Vergata, in quanto Decano della medesima.
Dal 2024 Roberto Longo è Professore Emerito dell'Università di Roma Tor Vergata.

## Premi e onorificenze
Roberto Longo è stato invitato a tenere una conferenza al Congresso internazionale dei matematici a Zurigo nel 1994 e al Congresso internazionale di fisica matematica a Berlino nel 1981, a Swansea nel 1988, a Parigi nel 1994, e a Lisbona nel 2003. È stato Andrejewski
Lecturer a Göttingen nel 2004. Ha tenuto una conferenza plenaria al Congresso internazionale di fisica matematici a Praga nel 2009 e alla conferenza Strings 2018 a Okinawa.
Dal 2013 è fellow della Società Matematica Americana e dal 2021 è membro dell'Academia Europæa. Nel 2016 ha vinto il premio Humboldt Research Award e nel 2021 gli è stata assegnata la medaglia dei XL da parte della Accademia Nazionale delle Scienze detta dei XL per le sue ricerche profonde e innovative nella teoria delle algebre di operatori e nella teoria conforme dei campi. Nel 2013, in occasione del suo 60º compleanno, gli è stata dedicata la conferenza Mathematics and Quantum Physics tenutasi all'Accademia Nazionale dei Lincei. Nel 2008 e nel 2015 ha ottenuto due prestigiosi Advanced Grants dall'European Research Council. Nel 2018 è stato membro della commissione della sezione Mathematical Physics del Congresso internazionale dei matematici a Rio de Janeiro.

## Pubblicazioni
- (EN) Roberto Longo, Index of subfactors and statistics of quantum fields. I, in Communications in Mathematical Physics, vol. 126, n. 2, 1989,  pp. 217-247, DOI:10.1007/BF02125124.
- (EN) Roberto Longo e Karl-Henning Rehren, Nets of subfactors, in Reviews in Mathematical Physics, vol. 7, n. 4, 1995,  pp. 567-597, DOI:10.1142/S0129055X95000232, arXiv:hep-th/9411077.
- (EN) Roberto Longo e John E. Roberts, A Theory of Dimension, in K-Theory, vol. 11, 1997,  pp. 103-159, DOI:10.1023/A:1007714415067, arXiv:funct-an/9604008.
- (EN) Sergio Doplicher e Roberto Longo, Standard and split inclusions of von Neumann algebras, in Inventiones Mathematicae, vol. 75, n. 3, 1984,  pp. 493-536, DOI:10.1007/BF01388641.
- (EN) Peter D. Hislop e Roberto Longo, Modular structure of the local algebras associated with the free massless scalar field theory, in Communications in Mathematical Physics, vol. 84, n. 1, 1982,  pp. 71-85, DOI:10.1007/BF01208372.